# GS III

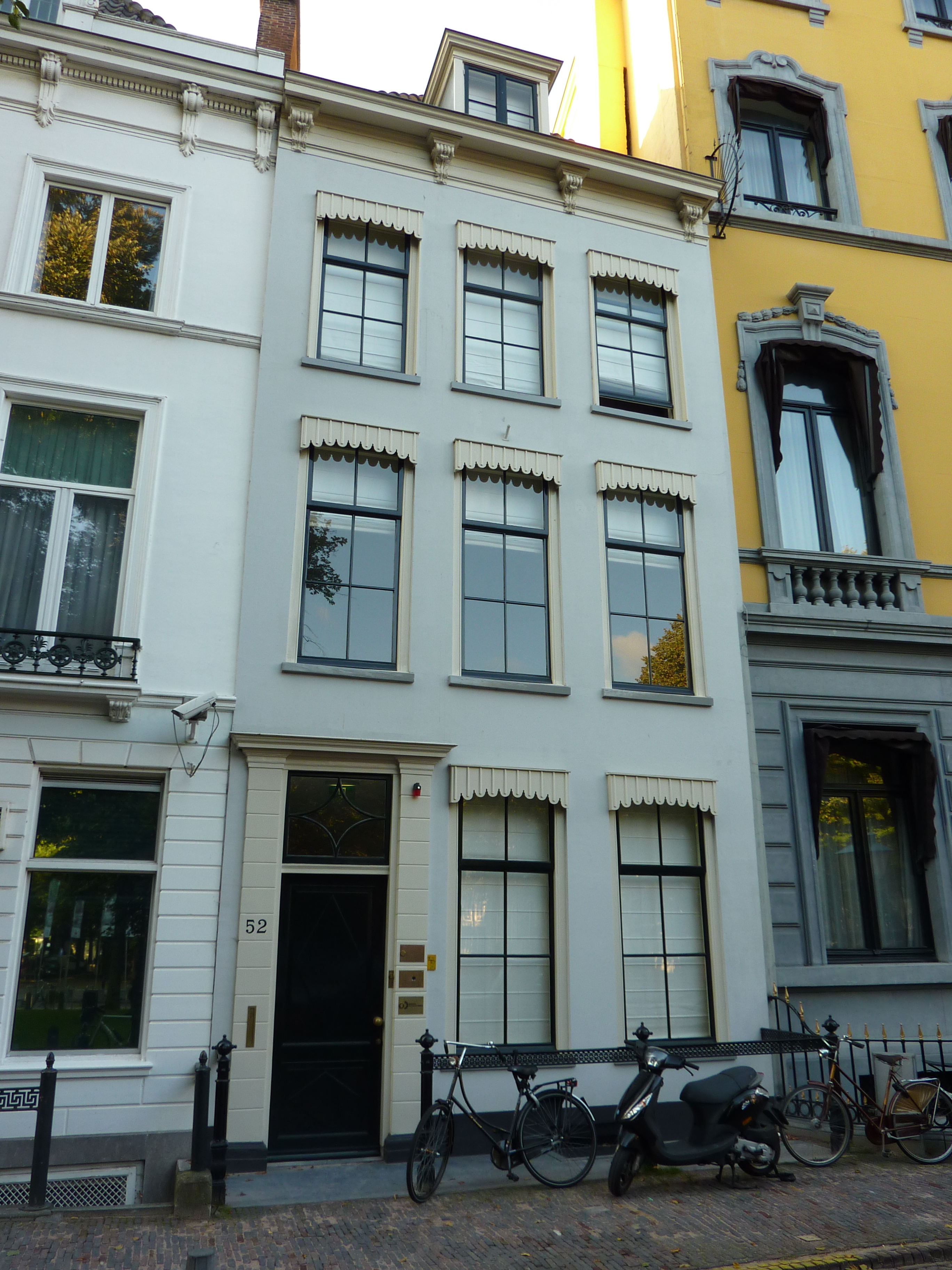
Het vroegere hoofdkwartier van GS III aan het Lange Voorhout 52 in Den Haag

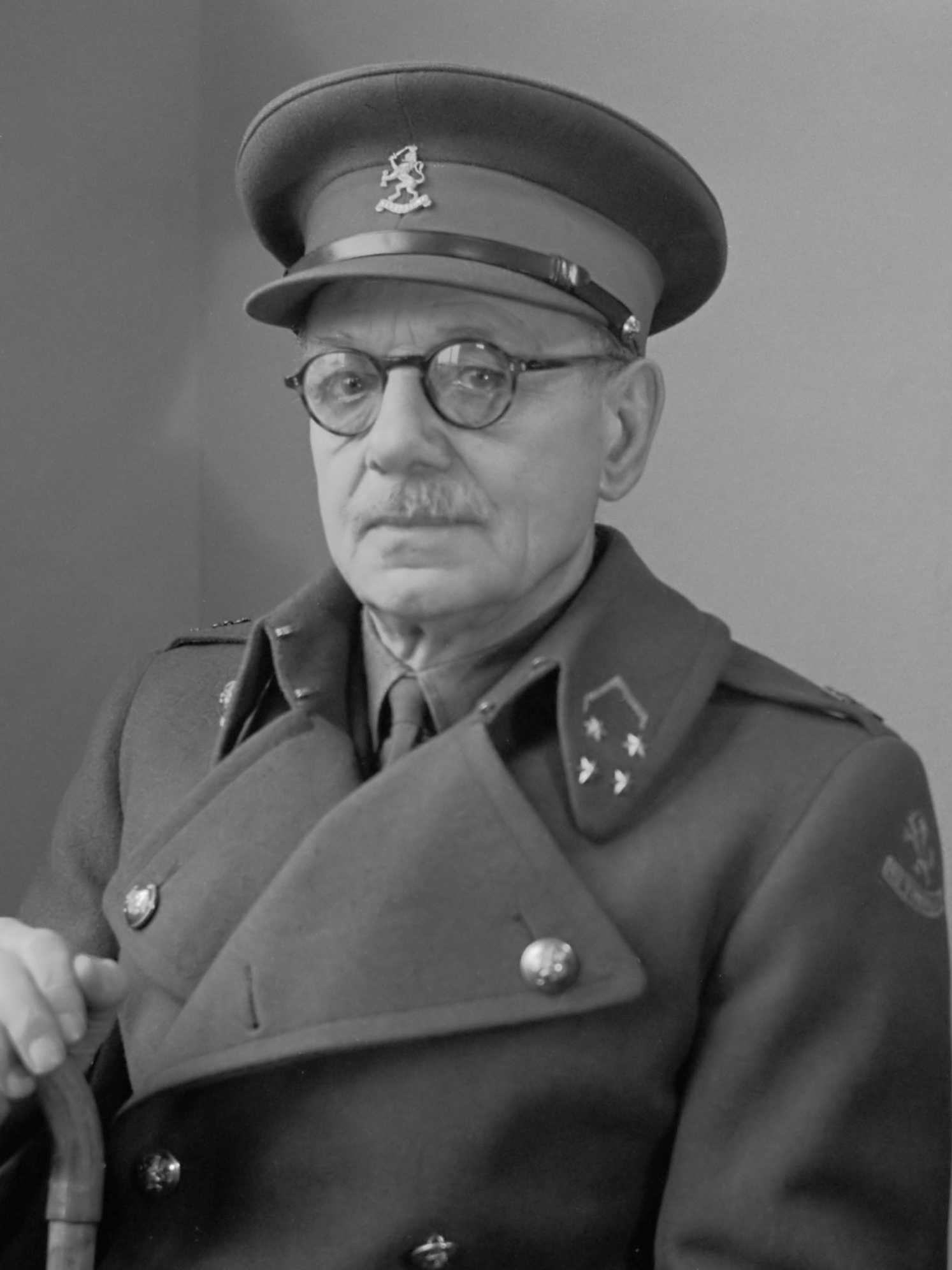
Johan Willem van Oorschot, van 1919 t/m 1939 hoofd van GS III

De Generale Staf sectie III (GS III) was de eerste moderne Nederlandse inlichtingendienst. GS III werd op 25 juni 1914 opgericht door de Generale Staf, met als doel het verzamelen van militaire gegevens over diverse Europese landen. De taken van GS III worden tegenwoordig uitgevoerd door de MIVD.
GS III was aanvankelijk gevestigd in het hoofdkwartier van de Generale Staf aan het Lange Voorhout 7, maar kreeg later een eigen pand op nummer 52.

## Ontwikkeling
GS III begon als een militaire inlichtingendienst. Bij oprichting werd luitenant, later ritmeester, H.A.C. Fabius hoofd van de sectie. Zijn rechterhand was zijn goede vriend kapitein C.A. van Woelderen, die per 1 augustus 1919 hoofd van GS III werd toen Fabius ritmeester van de huzaren in Amersfoort werd. Van Woelderen werd echter reeds na twee maanden benoemd tot burgemeester van Vlissingen. Zijn opvolger was majoor J.W. van Oorschot, die tot november 1939 in functie bleef. In december 1939 keerde luitenant-generaal Fabius terug als hoofd van GS III nadat er een vacature was ontstaan door het vertrek van Van Oorschot als gevolg van het Venlo-incident. Fabius bleef in deze functie tot de Nederlandse capitulatie in mei 1940.
Een van de onderdelen van GS III was de opsporingsdienst, die zich bezighield met militaire contraspionage. Deze dienst, ressorterend onder de Inspectie van de Koninklijke Marechaussee, stond onder leiding van C.S. Sixma baron van Heemstra.
Tijdens de Eerste Wereldoorlog werkte GS III te Rotterdam via François van 't Sant intensief samen met de Secret Intelligence Service (SIS) onder Richard Tinsley. Aan het eind van de oorlog richtte de dienst zich meer op binnenlandse veiligheid en extreemlinks. Zo volgde men onder andere de activiteiten van de socialistische leider Troelstra.
Na de Eerste Wereldoorlog besloot de Nederlandse regering dat het in stand houden van een binnenlands veiligheidsapparaat gewenst was. Deze taak werd ondergebracht bij bureau GS IIIB, onder politieke verantwoordelijkheid van de minister van Binnenlandse Zaken. Dit bureau opereerde onder de naam Centrale Inlichtingendienst.
Het bureau GS IIIA bleef verantwoordelijk voor het vergaren van inlichtingen over het buitenland. Vanaf de jaren '30 stond dit bureau onder leiding van majoor J.G.M. van de Plassche die vanaf 1934 werd bijgestaan door kapitein C.M. Olifiers. De medewerkers van dit bureau waren vaak onderofficieren van Cavalerie of Koninklijke Marechaussee.

## Afdelingen
De Generale Staf III bestond o.a. uit de volgende onderdelen:
- GS IIIA - inlichtingen over het buitenland
- GS IIIB - inlichtingen over het binnenland
- GS IIIC - contraspionage